# Wonder Wheel – Az óriáskerék
A Wonder Wheel – Az óriáskerék (eredeti cím: Wonder Wheel) 2017-ben bemutatott amerikai filmdráma, melynek forgatókönyvírója és rendezője Woody Allen. A főszerepet James Belushi, Kate Winslet, Juno Temple és Justin Timberlake alakítja.
Az Amerikai Egyesült Államokban 2017. december 1-én mutatták be, Magyarországon egy héttel később, december 7-én a Cinetel Kft. jóvoltából. A projekt általánosságban vegyes kritikákat kapott az értékelőktől, dicsérték Winslet teljesítményét, valamint az operatőr munkáját.

## Cselekmény
Az 1950-es évek túlzsúfolt Coney Island-i strandján Mickey Rubin (Justin Timberlake) életmentő arról álmodik, hogy drámaíró lesz. Carolina (Juno Temple) az apját keresve megérkezik a vidámparkba. Találkozik Ginnyvel (Kate Winslet), aki először nem tudja, hogy a körhintát üzemeltető férje, Humpty (James Belushi) a kislány apja.
A rémült Carolina elmondja Ginnynek és Humpty-nak, hogy titkokat tud a gyilkosságokról, és attól fél, hogy a gengszterek célpontjává válik, mert tudja, hol temetik el a holttesteket. A lányt befogadják, de Ginny aggódik, hogy a kislány jelenléte mindannyiukat veszélybe sodorja.

## Szereplők
| Szerep                       | Színész           | Magyar hang       |
| ---------------------------- | ----------------- | ----------------- |
| Ginny Rannell                | Kate Winslet      | Ónodi Eszter      |
| Carolina Rannell             | Juno Temple       | Andrusko Marcella |
| Mickey Rubin                 | Justin Timberlake | Markovics Tamás   |
| Humpty Rannell               | James Belushi     | Gyabronka József  |
| Richie Rannell, Ginny fia    | Jack Gore         | Mayer Marcell     |
| Angelo, gengszter            | Tony Sirico       | Albert Péter      |
| Nick, gengszter              | Steve Schirripa   | Törköly Levente   |
| Vendég a születésnapi partin | Debi Mazar        |                   |
| Flörtölő férfi a Rubyban     | Thomas Guiry      | Ember Márk        |
| Ryan, a horgász              | Max Casella       |                   |
| Jake, Mickey barátja         | David Krumholtz   |                   |

## A film készítése
Kate Winslet volt az első olyan színész, aki 2016 júliusában jelentkezett a filmre, Juno Temple és James Belushi követte őt. Allen később Justin Timberlaket választotta az életmentő szerepére. 2016. augusztus 19-én Tony Sirico csatlakozott a stábhoz. 2016 szeptemberében Jack Gore, Steve Schirripa és Max Casella csatlakozott a szereplők köreihez.
A film forgatása 2016. szeptember 15-én kezdődött Coney Islandon. Ugyanezen a napon a Vinegar Hillben, Brooklynban forgattak a Hudson sugárút és a Gold Street környékén.

## Megjelenés
A film premierét zárófilmként mutatták be a New York-i Filmfesztiválon 2017. október 14-én. A mozikban 2017. december 1-én, Allen 82. születésnapján jelent meg.

## Elismerések
| Díj                                 | Ceremónia időpontja | Kategória                | Címzett (ek) és jelölt (ek) | Eredmény | Hivatkozás |
| ----------------------------------- | ------------------- | ------------------------ | --------------------------- | -------- | ---------- |
| Hollywood-i filmdíj                 | 2017. november 4.   | Hollywood színésznői díj | Kate Winslet                | Elnyerte | [ 15 ]     |
| St. Louis Filmkritikusok Egyesülete | 2017. december 10.  | legjobb operatőr         | Vittorio Storaro            | Jelölve  | [ 16 ]     |